# Sidi Abdallah El Bouchouari
Sidi Abdallah El Bouchouari (en àrab سيدي عبد الله البوشواري, Sīdī ʿAbd Allāh al-Būxwārī) és una comuna rural de la província de Chtouka-Aït Baha, a la regió de Souss-Massa, al Marroc. Segons el cens de 2014 tenia una població total de 8.128 persones.